# Ollie (skateboardtruc)
De ollie is een trick bij het skateboarden. Bij een ollie maakt de rijder een sprong waarbij het skateboard aan zijn voeten blijft hangen, zonder dat hij daarvoor zijn handen gebruikt.
De ollie is de basis trick om op, over of van obstakels te springen, maar kan ook stilstaand uitgevoerd worden.

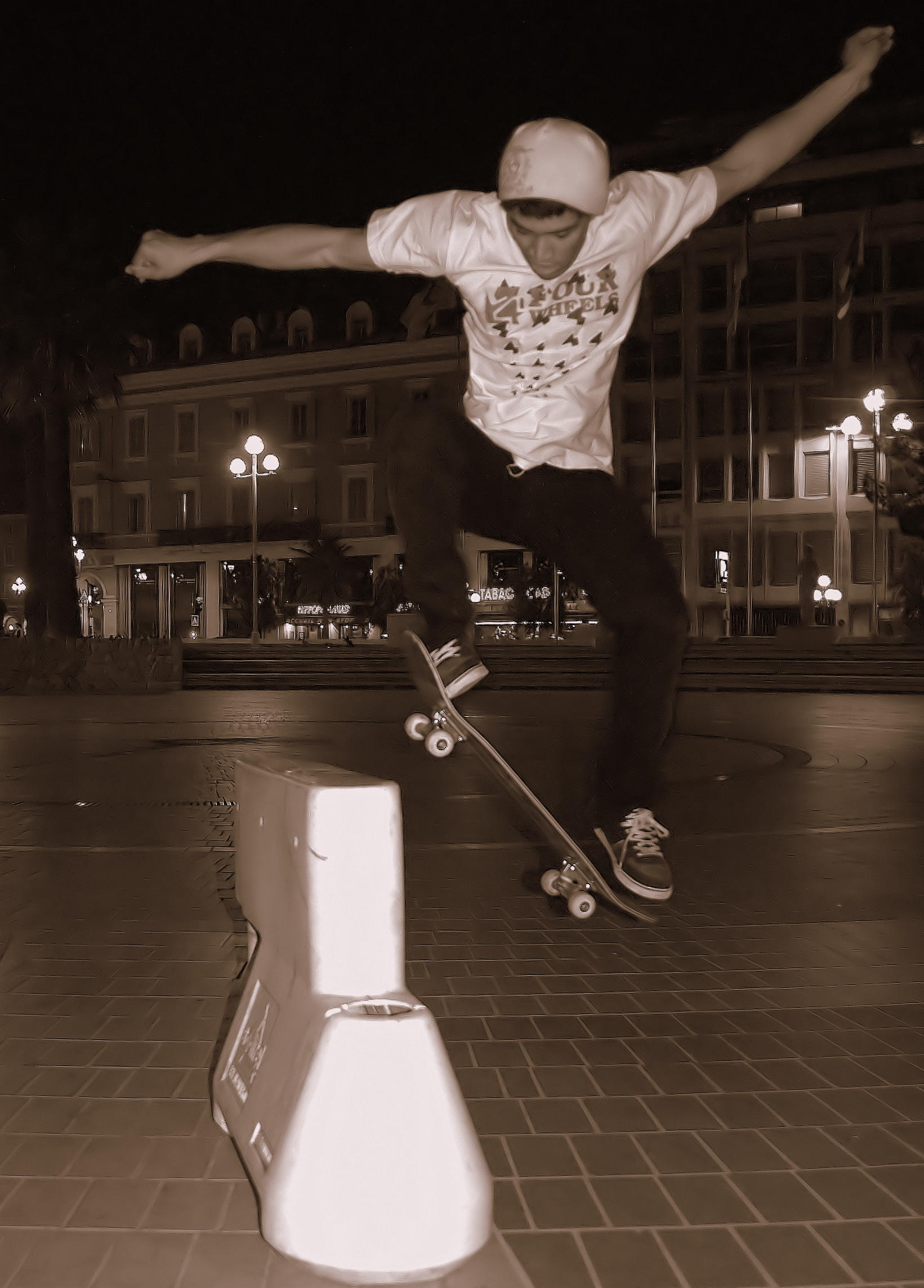
Ollie monster by Olivier Bareau

De uitvoering van de ollie bestaat uit twee delen:
Bij de pop stoot de skateboarder zich af door de tail van de plank met zijn achterste voet naar beneden te trappen, waardoor de nose omhoog gekickt wordt.
Hierna schuift hij zijn voorste voet opwaarts over de griptape en trekt zo de plank naar een horizontale positie.
De ollie werd ontdekt door Alan "Ollie" Gelfand in 1976 en het bleef een 'vert only' trick tot 1981, toen Rodney Mullen de trick voor het eerst op de vlakke grond uitvoerde.
De hoogste officiële ollie op de vlakke grond stond sinds 2000 op naam van Danny Wainwright, maar werd op 15 februari 2011 door Aldrin Garcia verbeterd tot 45.00 inches (114,3 cm). Hoewel Jose Marabotto uit Peru ergens in de vroege jaren 90 op een video over een obstakel springt dat geschat wordt op meer dan 50 inches (1,25 m).
De hoogste officiële switch ollie op de vlakke grond is 40.125 inches (ongeveer 90 cm) door Alex Bland.